# شهرستان پتروفسکی (استان ساراتوف)
شهرستان پتروفسکی (به لاتین: Petrovsky District) یک شهرستان در روسیه است که در استان ساراتوف واقع شده‌است.